# Спосіб лінійних знаків
Спосіб лінійних знаків (англ. line symbols method, нім. Linienkartenzeichenmethode f) – картографічний спосіб зображення на карті лінійних об’єктів, ширина яких не виражається в масштабі (наприклад, річки, шляхи сполучення, шахтні стволи, свердловини тощо). Якісна та кількісна характеристика об’єктів подається малюнком, кольором і розміром знаків. 